# Torrot
Torrot is een historisch merk van bromfietsen.
Iriondo S.A., Vitoria. 
Spaans merk dat aanvankelijk een dochteronderneming van het Franse Terrot was. Toen Terrot de poorten sloot werd dit bedrijf onder de naam Torrot zelfstandig en ging fietsen en 49 cc bromfietsen produceren.